# 一乃ゆゆ
一乃 ゆゆ（いちの ゆゆ）は、日本のイラストレーター、漫画家。

## 来歴
2016年、『月刊コミックアライブ』にて衣笠彰梧の小説『ようこそ実力至上主義の教室へ』のコミカライズの連載を開始。2019年、同誌にて佐島勤のライトノベル『魔法科高校の劣等生 司波達也暗殺計画』のコミカライズの連載を開始。

## 作品リスト

### 漫画作品
- 『ようこそ実力至上主義の教室へ』原作：衣笠彰梧、キャラクター原案：トモセシュンサク、KADOKAWA〈MFコミックス アライブシリーズ〉、既刊12巻（『月刊コミックアライブ』2016年[3] - 連載中）
- 『魔法科高校の劣等生 司波達也暗殺計画』原作：佐島勤、キャラクター原案：石田可奈、KADOKAWA〈MFコミックス アライブシリーズ〉、既刊5巻（『月刊コミックアライブ』2019年[4] - 連載中）

### イラスト
- スロウスタートアンソロジーコミック 1（原作：篤見唯子、2018年[5]）
- 異能のアイシス（WEBアニメ、2021年） - キービジュアル[6]
- 妹の友達の美人ヤンキーJK 世間知らず過ぎて世話を焼いていたら惚れられました（著：マリパラ、富士見ファンタジア文庫、2021年）[7]
- 高校生WEB作家のモテ生活「あんたが神作家なわけないでしょ」と僕を振った幼馴染が後悔してるけどもう遅い（著：茨木野、GA文庫、2022年）[8]

### その他
- 僕のクラスの学級委員さん（フィギュア、2022年） - イラスト[2]